# Susan McKeown
Susan McKeown (nacida el 6 de febrero de 1967) es una compositora, cantante y productora folk irlandesa.

## Biografía

### Primeros años
Susan McKeown nació el 6 de febrero de 1967. Hija de Ryan y Jane Ann (Jeannie) McKeown en Terenure, Dublín, Irlanda fue muy influida por su madre, una organista y compositora que murió en 1982. Susan asistió al College Municipal de Música, Chatham Row, Dublín (ahora incorporado al Instituto de Tecnología de Dublín) antes de abandonar una carrera potencial de ópera para cantar folk y rock. Junto con John Doyle, McKeown formó The Chanting House en 1989. Principalmente actuando como dúo, visitaron Europa con Donogh Hennessy y otros músicos, tocando canciones originales y tonadas tradicionales. Publicaron en casete su álbum único llamado The Chanting House en 1990.

### Inmigración a la ciudad de Nueva York
A graduarse en el University College de Dublín a McKeown le fue otorgada una beca para asistir a la Academia Musical y Dramática Americana en Manhattan y en 1990, como becaria del Consejo de Artes de Irlanda se trasladó a la ciudad de Nueva York. Doyle la siguió y pronto unieron fuerzas con Seamus Egan y Eileen Ivers, con quienes grabaron una casete en vivo y una pista, "Si Fuiste", con la cual contribuyeron al álbum Straight Outta Ireland en 1993. La colaboración musical con Doyle acabó con su partida en el verano de 1993.

### Carrera en solitario
Con músicos nuevos, como "Susan McKeown and The Chanting House"  actúa en clubs como Sin-é, Fez, The Bottom Line y el Bowery Ballroom, y grabó un álbum en casete – Snakes– en 1993. Pero fue la publicación de Bones en 1995, un álbum de canciones originales con un arreglo de Robert Burns "Westlin' Winds", la última grabación de Fairport Convención, lo que le ganó una reputación como cantautora y lanzó su carrera en solitario. En 1997 grabó tres álbumes Bushes & Briars (Alula); Peter & Wendy, la banda sonora del Obie Award-winning Mabou Mines, producción teatral del mismo nombre, el cual fue compuesto por Johnny Cunningham; y Through the Bitter Frost & Snow, una colaboración con el bajista Lindsey Horner. En este tiempo,  empieza a dividir su trabajo en álbumes de música tradicional (Bushes & Briars, 1998) y álbumes de compositora (Bones, 1995; Prophecy, 2002).

McKeown sugirió a Cathie Ryan y Robin Spielberg la idea de grabar un álbum de las canciones relacionadas con la maternidad, resultando en The Mother Album (1999). McKeown también empezó a producir con los álbumes Lowlands (2000 Green Linnet) y Sweet Liberty (2004 World Village/Harmonia Mundi). Su segunda publicación para Harmonia Mundi fue Blackthorn (2006).

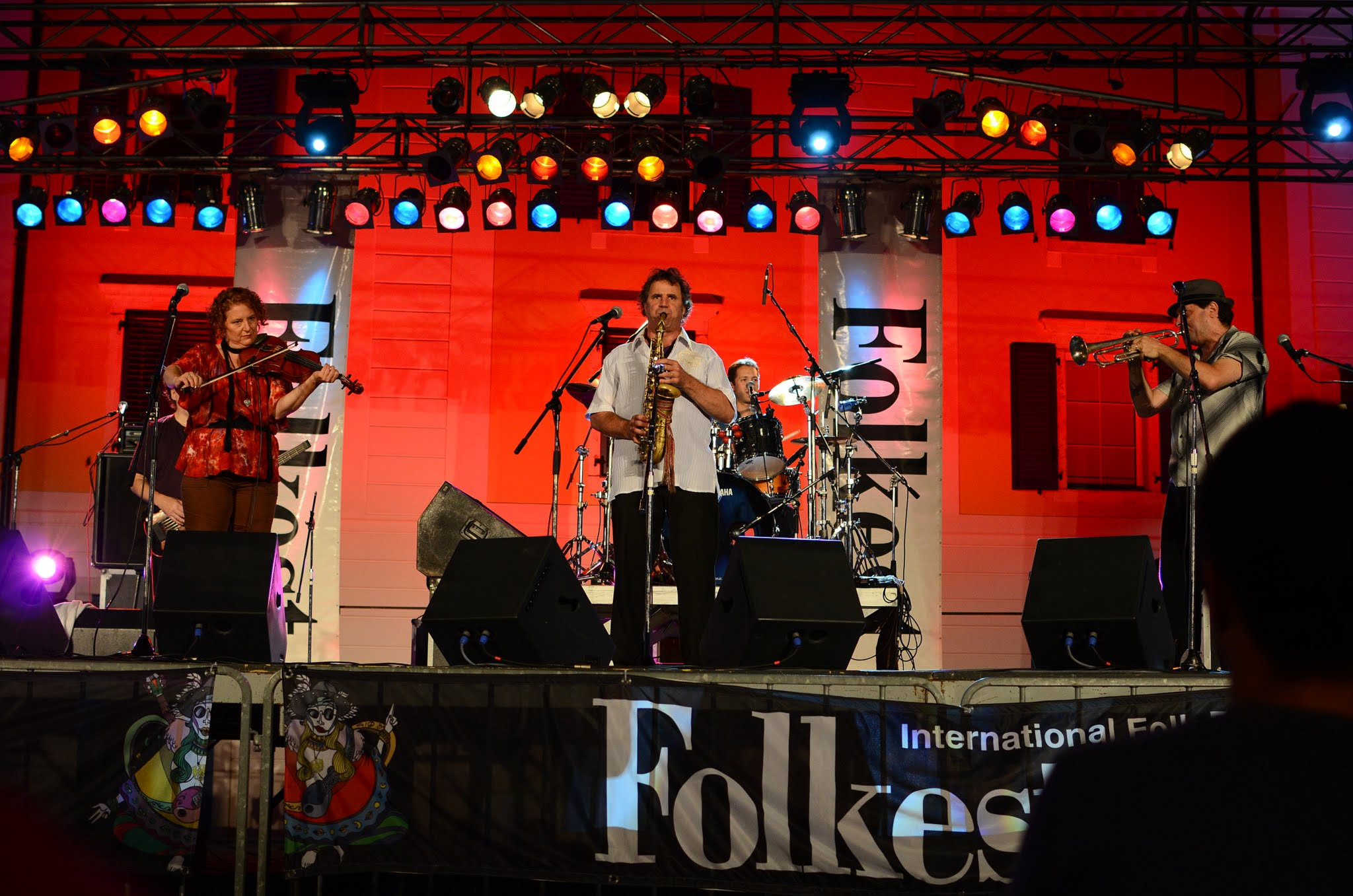
The Klezmatics at 2012 Folkfest

En 2001 produce A Winter Talisman con el violinista escocés Johnny Cunningham, con quien posteriormente gira cada invierno hasta su muerte el 15 de diciembre de 2003.
El 19 de diciembre de 2003 Susan se unió a la banda klezmer, The Klezmatics en la 92nd Street Y, en Manhattan en un concierto de canciones de Woody Guthrie. Ha girado y aparecido con The Klezmatics a menudo desde entonces, actuando en Europa y a través de los EE. UU., incluyendo el Carnegie Hall en  Nueva York y el Disney Hall en Los Ángeles. Juntos grabaron Woody Guthrie's Happy Joyous Hanukkah (2004) y Wonder Wheel (2006) el cual ganó un Grammy como mejor Álbum de Música World.
En 2009, McKeown y Lorin Sklamberg, el cantante líder de The Klezmatics, publicaron Saints & Tzadiks (World Village/Harmonia Mundi), un álbum que combina canciones irlandesas y yiddish.
En octubre de 2010 publicó el álbum en solitario, Singing in the Dark, una exploración de la creatividad y la locura. Con letras de poetas que escribían a través de la lente de depresión, manía y adicción, la música fue compuesta por McKeown, Leonard Cohen, John Dowland, Violeta Parra, y los Klezmatics Lisa Gutkin y Frank Londres.
En noviembre de 2012 publicó Belong, su tercer álbum de canciones originales.
Un proyecto posterior es Bowsie, colaborando con Gerry Leonard en encuadres ambientales de canciones folk.

## Discografía
- The Chanting House (1990) - casete
- The Chanting House - Live(1992) - casete
- Bones (1995)
- Peter and Wendy (1997) con Johnny Cunningham, Seamus Egan, Karen Kandel y Jamshied Sharifi
- The Soul of Christmas: A Celtic Music Celebration (1997) Thomas Moore/Johnny Cunningham
- Through the Bitter Frost & Snow (1997) con Lindsey Horner
- Mighty Rain (1998) con Lindsey Horner
- Bushes and Briars (1998)
- Mother: Songs Celebrating Mothers & Motherhood (1999), con Cathie Ryan y Robin Spielberg
- Lowlands (2000)
- A Winter Talisman (2001), con Johnny Cunningham
- Prophecy (2002) Guest appearance by Natalie Merchant
- Sweet Liberty (2004)
- Woody Guthrie's Happy Joyous Hanukkah (2004 edición limitada, reedición 2006 con cuatro temas adicionales) de The Klezmatics (artista invitada)
- Blackthorn: Irish Love Songs (2006)
- Wonder Wheel (2006), de The Klezmatics (artista invitada)
- Saints & Tzadiks (2009) con Lorin Sklamberg
- Songs from the East Village (2010) - producción
- Singing in the Dark (2010)
- Belong (2012)